# Steinauer (Nebraska)
Steinauer je selo u američkoj saveznoj državi Nebraska. Prema popisu stanovništva iz 2010. u njemu je živjelo 75 stanovnika.